# 高田純次・河合美智子の東京パラダイス
高田純次・河合美智子の東京パラダイス（たかだじゅんじ・かわいみちこのとうきょうパラダイス）は、日本のラジオ番組のタイトル。
文化放送をキーステーションに放送された。パーソナリティは、高田純次（タレント）と河合美智子（女優）。2001年10月13日放送開始（同時ネット局は2003年頃から、録音版では2002年10月から）。

## 番組の歴史
- この番組の起源は、1992年4月から1995年9月まで放送されていた、アン・ルイスと早見優のコンビによる『GIRL TALK TIME WITH ANN LEWS & YÚ HAYAMI』（1993年9月まで日曜 8:00 - 10:00、同年10月から土曜 16:00 - 17:45（1995年4月以降は17:15までに30分短縮）に移動）まで遡る。1995年10月14日、早見の新しいパートナーとして高田が登場し、タイトルも『純次・早見のオイシイとこ取り』に変更となった。
- 1996年10月12日からはパーソナリティはそのままで、タイトルを『高田純次・早見優の東京ブロードウェイ』に変更。さらに2001年4月7日からは高田のパートナーが河合に交代し、タイトルも『高田純次・河合美智子の東京ブロードウェイ』となった。その後、『東京ブロードウェイ』としては2001年10月6日に終了。翌週10月13日よりパーソナリティはそのままでタイトルを変更する形で始まったのが、当番組である。
- 2012年3月31日をもって終了。これにより高田は16年半に渡り担当した土曜夕方の時間帯からは離れるが、同年4月2日からは『川中美幸 人・うた・心』の後継番組として、平日夕方に10分間の帯番組『高田純次 毎日がパラダイス』を河合と共に担当する。

## 放送時間
- 文化放送 - 土曜 16:00 - 17:15（JST）

### 同時ネット
放送開始時刻は文化放送と同じだが、全局17:00（実質的には16:58、文化放送は同時刻に交通情報で構成）で終了となる。なお、下記のネット局は基本的に生放送であるが、パーソナリティのスケジュールの都合などにより録音となる事もある。
- 北日本放送
- 北陸放送
- 福井放送
- 西日本放送

#### かつて同時ネットを行っていた放送局
- 青森放送（青森局（1233kHz）・野辺地局（1062kHz）のみ）

同局のこの時間帯は地域別番組を放送しており、弘前局（1215kHz）および八戸局・深浦局・十和田局（1485kHz）では放送されていなかった。2009年10月3日まで。後番組は青森局、野辺地局エリア向けの自社制作番組『こちら松森一丁目らじお倶楽部』。
- 新潟放送 - 2007年9月をもって打ち切り。

### 30分録音版
下記のほか、プロ野球非開催時期のみ放送している局もある。
- 山形放送：土曜 12:10 - 12:40
- 大分放送：日曜 14:30 - 15:00
- 静岡放送：土曜 15:00 - 15:30
- 四国放送：日曜 16:30 - 17:00（競艇中継放送時は休止）

#### かつて録音版をネットしていた放送局
- 山陽放送：放送日時及び時期は不明

## 番組コーナー

### 文化放送・同時ネット各局
- 高田のTOPIX - 高田純次が、この1週間の自身の近況を語る。
- 純ちゃんのNEWブラボーパラダイス - 「女性限定でゲストを迎え、PRしてもらうとともに、高田純次に口説かれまくる」というもの。当初は17時台に放送されていた「純ちゃんのブラボーパラダイス」というコーナーで、1主に東京都内のキャバクラに勤める女性をゲストに迎えてお店の宣伝をさせるコーナーだったが、同時ネット局の開始によりリニューアル。時期的に話題になっていたり、放送予定番組の宣伝を担う女性芸能人が出演するようになった。また、後述の「グラドルパラダイス」の開始に伴い男性も出演するようになった。
- マンスリーピックアップ - 月替わりのテーマで、リスナーからの電話・FAX・メールを紹介する。当初は2部構成であり、1部が電話・FAX・メール紹介、2部がリスナーからの生電話であったが、ネット局の開始に伴い、電話・FAX・メール紹介のみとなった。なお、同時ネットの開始後も、リスナーからの生電話をごく稀に行っている。
  - なお、2007年4月からマルハニチロがコーナースポンサーとなり、「ニチロ おいしいトーク」としている。2008年3月までは、NRN系列局（STVラジオ、東北放送、東海ラジオ（「天野良春"リアル"」内）、ラジオ大阪、九州朝日放送（「土曜の朝は玲子におまかせ」内））でも、録音による時差放送で放送されていた。
- リクエストパラダイス - 洋邦楽問わずヒット曲や昔ヒットしたのに近年忘れ去られた曲をリクエスト、採用されると最高5000円の賞金がもらえる。
- グレート高田の人生経典 - 高田扮する「人生の師：グレート高田先生」に、悩みを解決してもらう。後述の「女性課長応援プロジェクト」のコーナー開始に伴い、一時休止していた。背景音楽は、モーツァルトの交響曲40番第三楽章。
- 色エロ川柳パラダイス - 「マンスリーピックアップ」の「色エロ川柳コンテスト」からの派生コーナー。リスナーの妄想や願望、恋愛体験などを川柳にして高田師範が紹介。テーマ音楽は、島倉千代子の人生いろいろが使われているが、「いろ」の部分が高田が「エロ」と付け足している。
- 時間までトーク（16時台のエンディング間際）

### 文化放送のみ
- 交通情報 - 当初は番組中盤の16:25頃に挿入されていたが、地方局への同時ネット開始以降は飛び降り後の16:58に移動した。
- グラドルパラダイス - 2010年にはじまったコーナー。高田純次がクイズに答え、正解するとゲスト出演しているグラビアアイドルからの「ごほうび」がある。

### 30分録音版
- 文化放送および同時ネット各局のものとは違った内容（ゲストとのクイズなど）で放送している。また、お便りの送り先も「お聞きの放送局」での紹介となっている。

### 過去
- 純ちゃん・みっちゃんのその点どーかな?（関東ローカル時代） - リスナーからの質問にパーソナリティが答えていく。コーナーの進行は水谷加奈（文化放送アナウンサー）。
- パラダイスリクエスト
- 女性課長応援プロジェクト - 課長に限らず、キャリアウーマンからの悩みに答えていく。
- エンタメパラダイス - 以下のコーナーを、毎週交代で行う。
  - シネマパラダイス - 高田扮する「映画評論家の先生」と河合美智子が、お薦めの映画を紹介していく。最後に星の数で評価する。
  - クイズ!イントロパラダイス - 電話で出演したリスナーがイントロクイズに挑戦し、正解すれば賞金5000円を獲得できた。

## 裏送りによる放送
キー局の文化放送がスポーツスペシャルなどで通常の放送を行わない場合、番組の全編または一部がネット局への裏送りになることがあった。
文化放送で当番組が編成されない場合は17:00で番組が終了し、番組途中から放送する場合は、番組内で「文化放送をお聞きの皆さん、こんにちは。」と挨拶を行う。

## イメージソング
「東京パラダイス」
- 2005年11月23日発売　テイチクレコード　TECA-12030
- 作詞:高田ひろお / 作曲:弦哲也 / 編曲:竜崎孝路 / 歌：高田純次・河合美智子